# The Good Father - Amore e rabbia
The Good Father - Amore e rabbia (The Good Father) è un film britannico del 1985 diretto da Mike Newell.